# Großkühnau

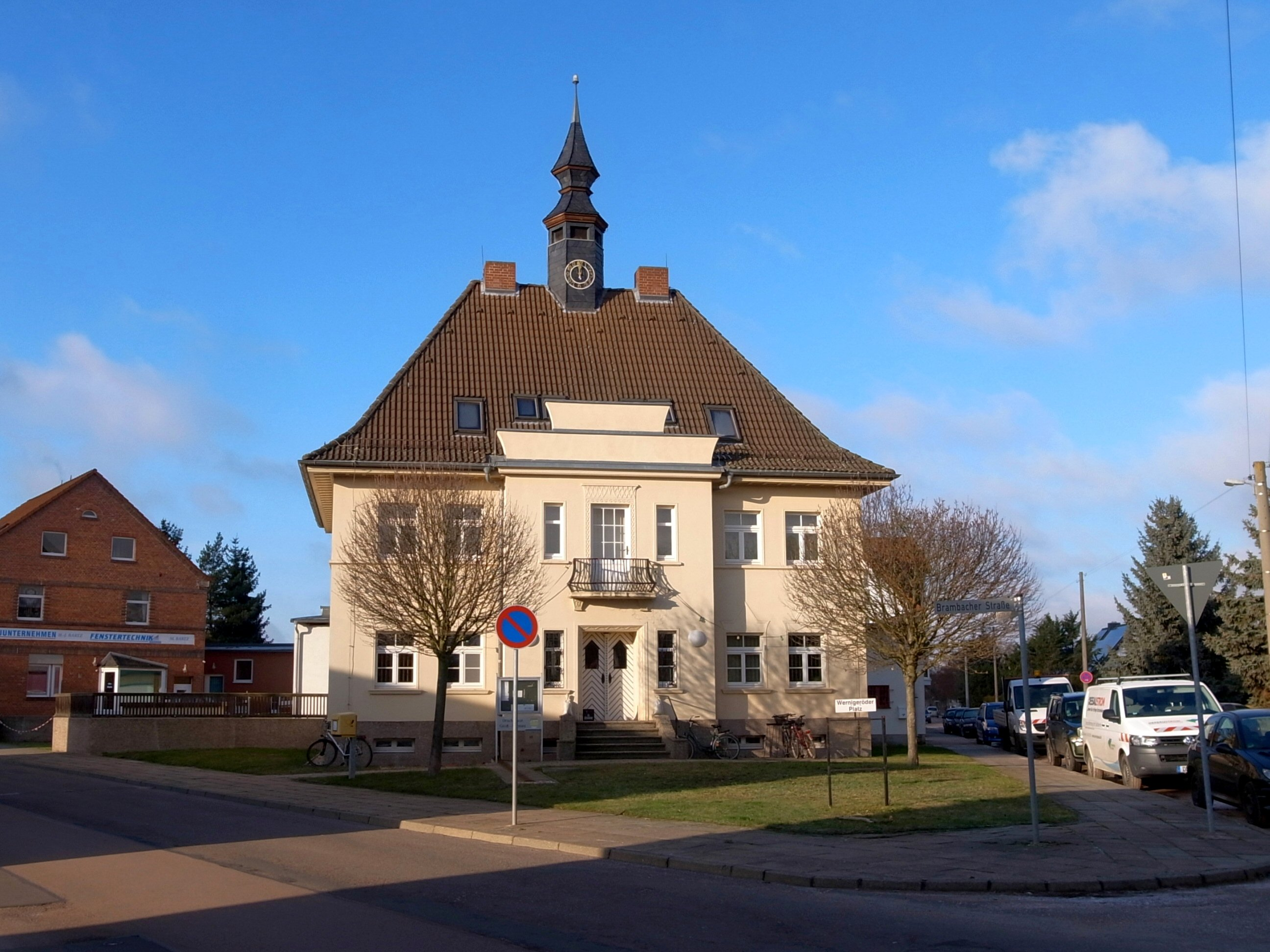
Rathaus

Großkühnau ist eine Ortschaft von Dessau-Roßlau, einer kreisfreien Stadt im Land Sachsen-Anhalt. Er liegt ungefähr fünf Kilometer nordwestlich des Stadtzentrums. 

## Geschichte
Bereits 945 wurde Kühnau in einer Schenkungsurkunde von König Otto I. als Qiuna erstmals urkundlich erwähnt. Um 950 wurde die Burg Kühnau angelegt. Die vermutlich um das Jahr 1000 entstandene Kühnauer Dorfkirche fand im Jahr 1147 eine erste Erwähnung; sie bestand bis zu ihrem Abbruch im Jahr 1828. In der Zeit zwischen 1150 und 1500 waren zum Kloster Nienburg gehörende Benediktinermönche die geistlichen Herren in Kühnau. Die Burg Kühnau wurde um 1200 zu einem Freihof mit Land- und Waldwirtschaft, bis ein Elbhochwasser um 1300 sie zerstörte. Das Dorf blieb am Rande des heutigen Kühnauer Sees erhalten. Während noch 1345 Kühnau in den Güterlisten als Besitz des Nienburger Klosters ausgewiesen wurde, trat 1512 der Abt Heinrich von Dunkelberg die Klostergüter im Dessauischen an den Fürsten Ernst von Anhalt ab. Kühnau wurde somit zum fürstlichen Dorf. Mit Einzug der Reformation in Dessau im Jahr 1534 wurden auch die Kühnauer lutherisch, in diesem Zuge entstand 1585/86 die erste protestantische Kirche im Dorf. Das Elbhochwasser 1845 verschonte auch Kühnau nicht, fast das ganze Dorf stand nach Deichbruch unter Wasser. 1900 lebten 1168 Einwohner in Kühnau.
Nach der Bildung des Dorfes Kleinkühnau um 1700 setzte sich der Name Großkühnau für das bestehende Kühnau durch. Großkühnau wurde am 1. Oktober 1923 nach Dessau eingemeindet.
1931 experimentierte Johannes Winkler auf dem Exerzierplatz bei Dessau-Großkühnau mit Flüssigkeitsraketen. Ihm gelang am 21. Februar 1931 der erste europäische Start einer solchen Rakete.
Das Gebiet von Großkühnau reicht im Norden unmittelbar bis zur Elbe, hier befinden sich Wald- und Wiesenflächen des Biosphärenreservats Mittelelbe sowie das Naturschutzgebiet Saalberghau.
Die Anbindung an die anderen Dessau-Roßlauer Stadtteile erfolgt durch die Buslinien 12 und 17 der Dessauer Verkehrsgesellschaft.

## Öffentliche Einrichtungen
- Freiwillige Feuerwehr Kühnau
- Heimat- und Traditionsverein Großkühnau e. V.
- Zentralfriedhof der Stadt Dessau-Roßlau
- Rathaus

## Sehenswürdigkeiten

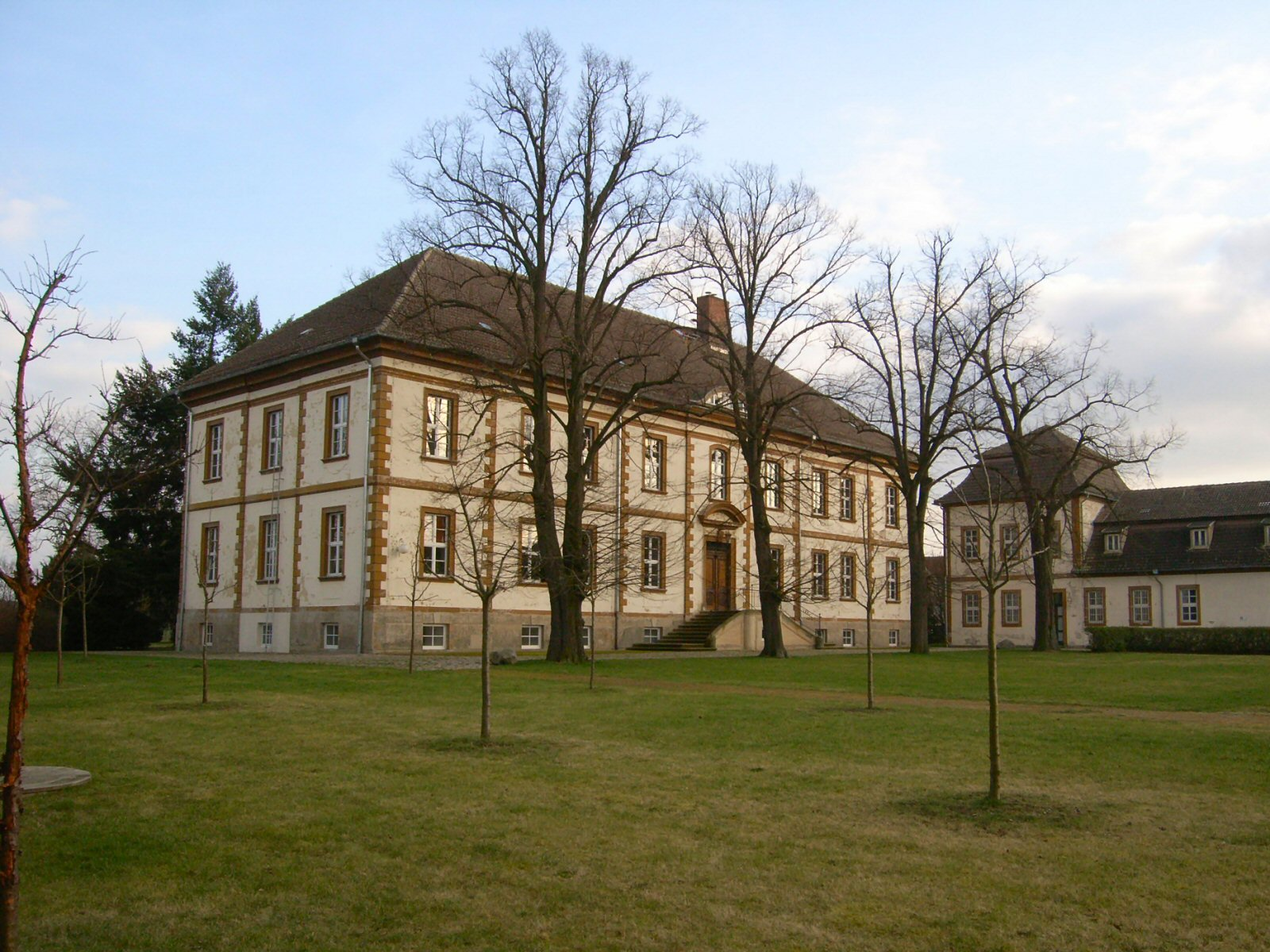
Schloss Großkühnau
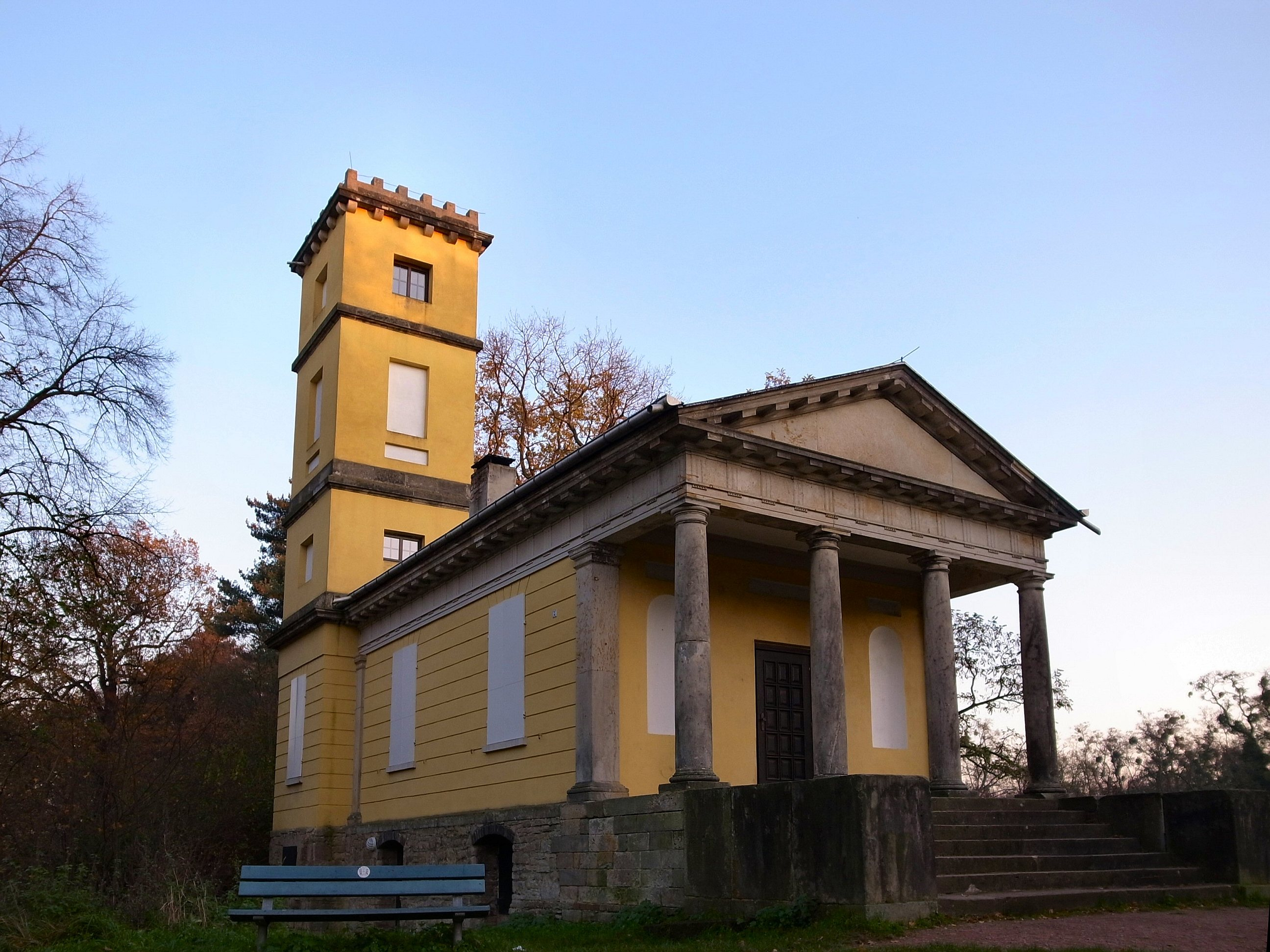
Weinberghaus
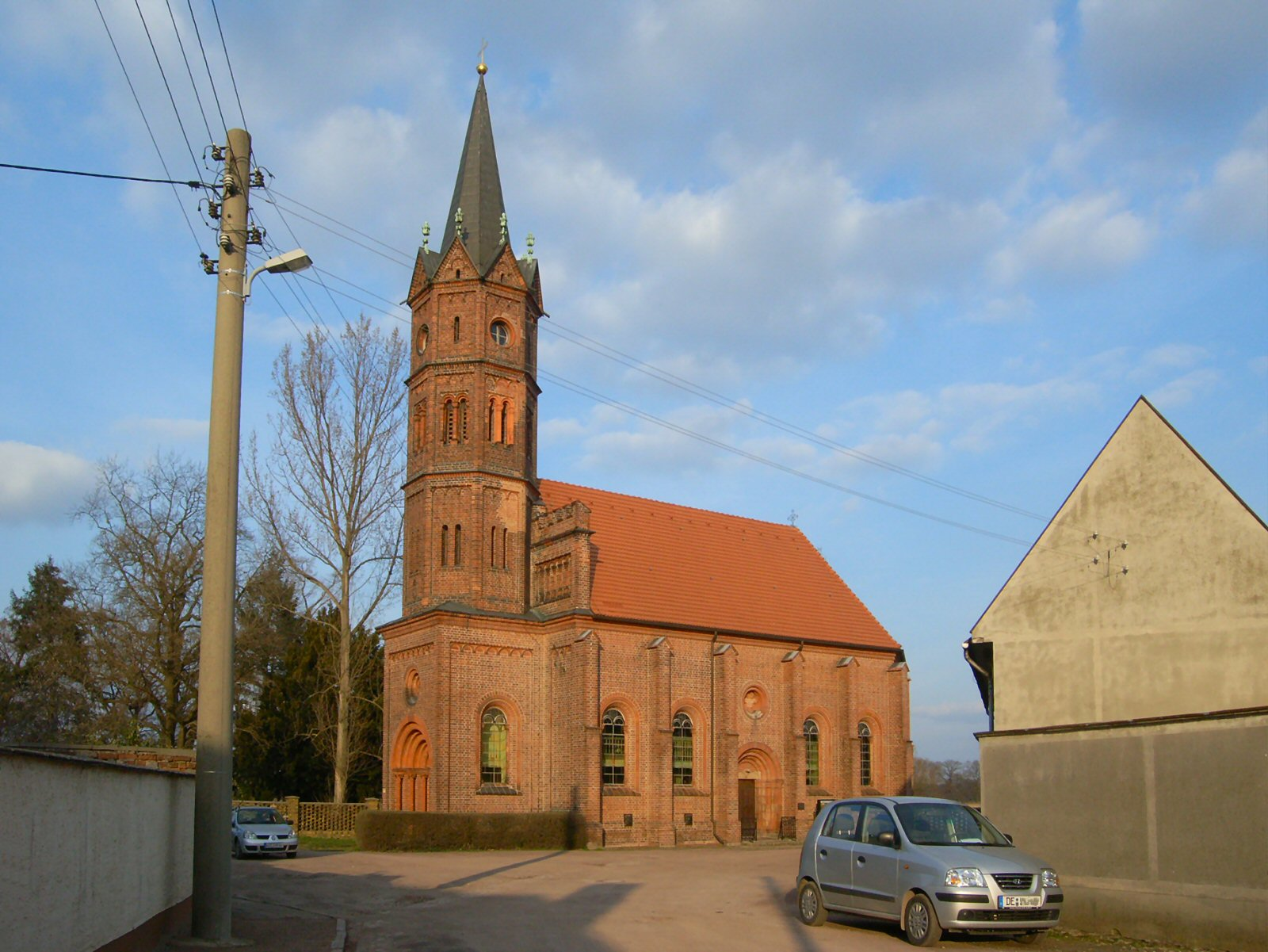
Evangelische Kirche
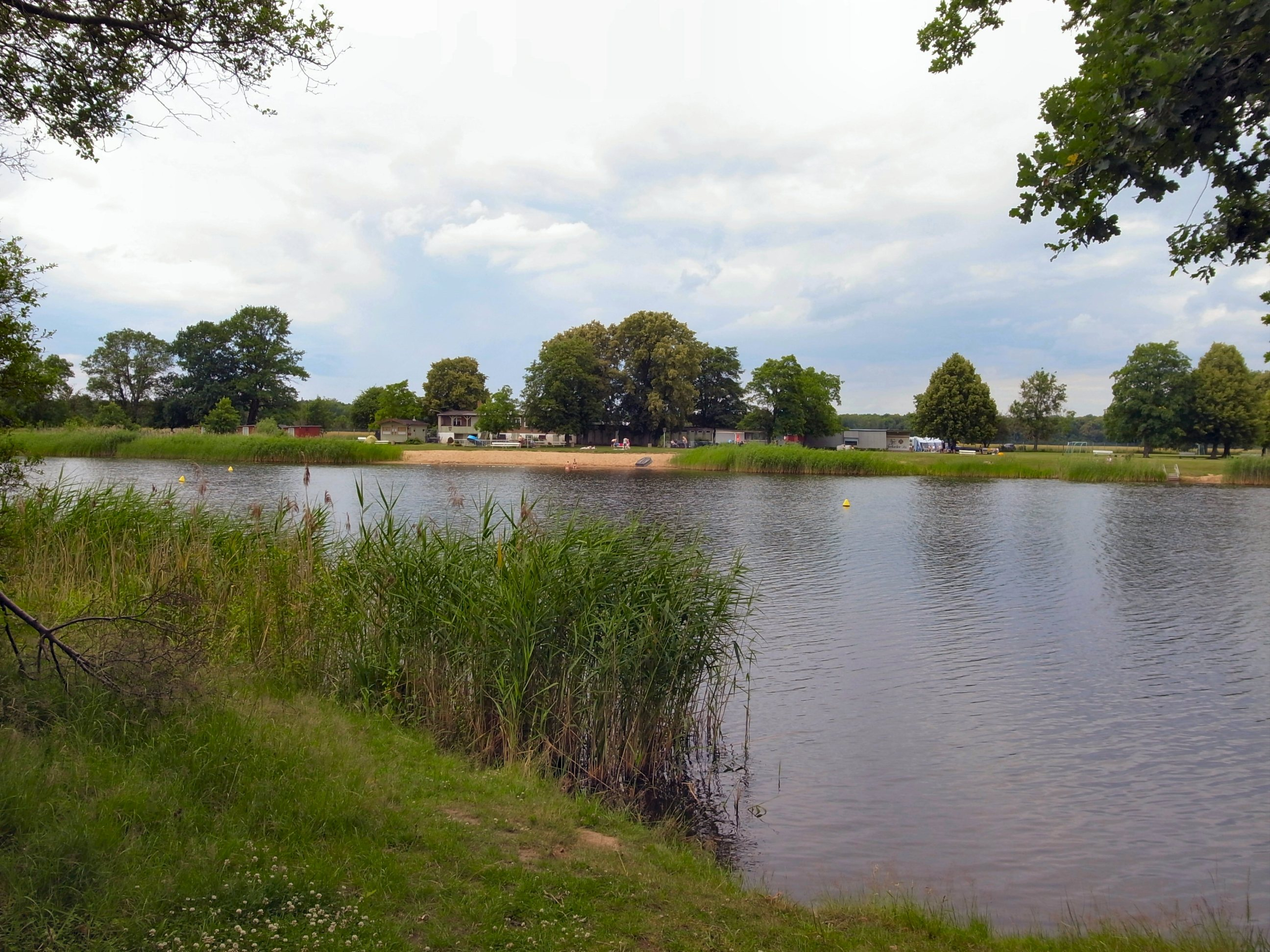
Kühnauer See mit Freibad
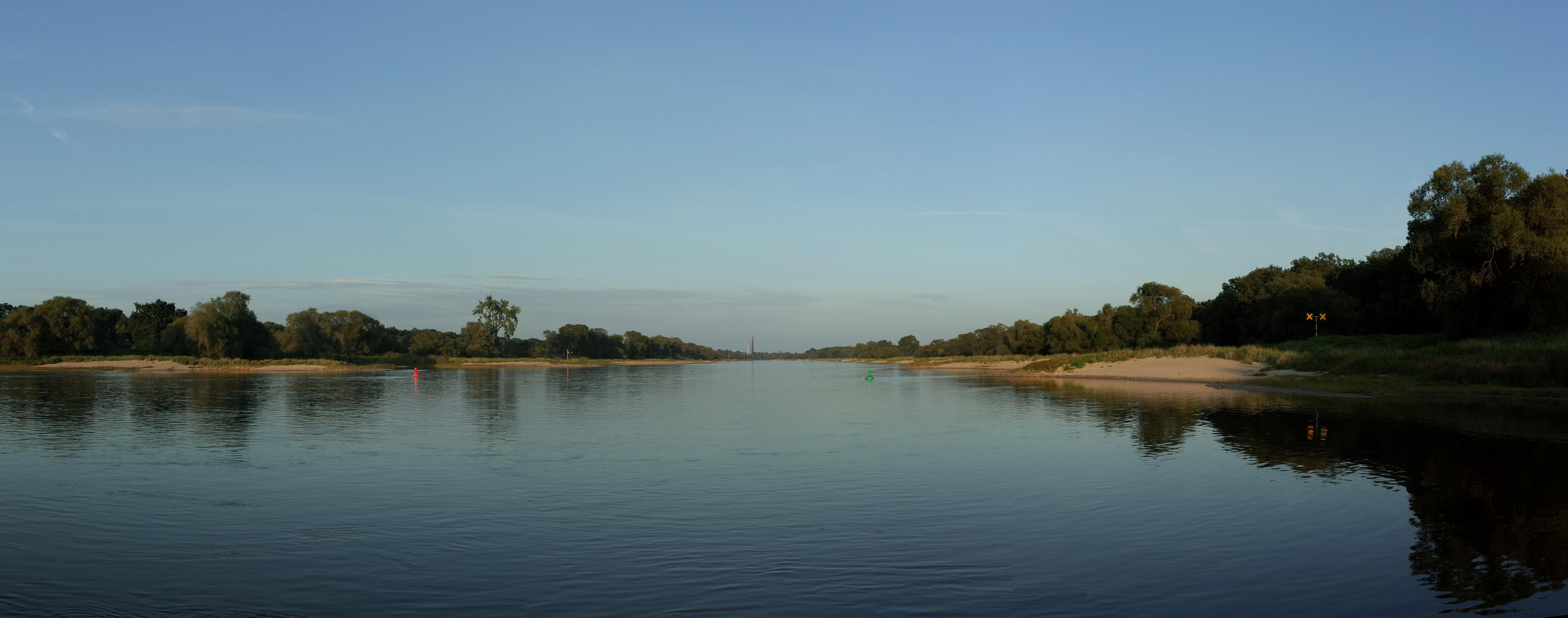
Elbe bei Großkühnau
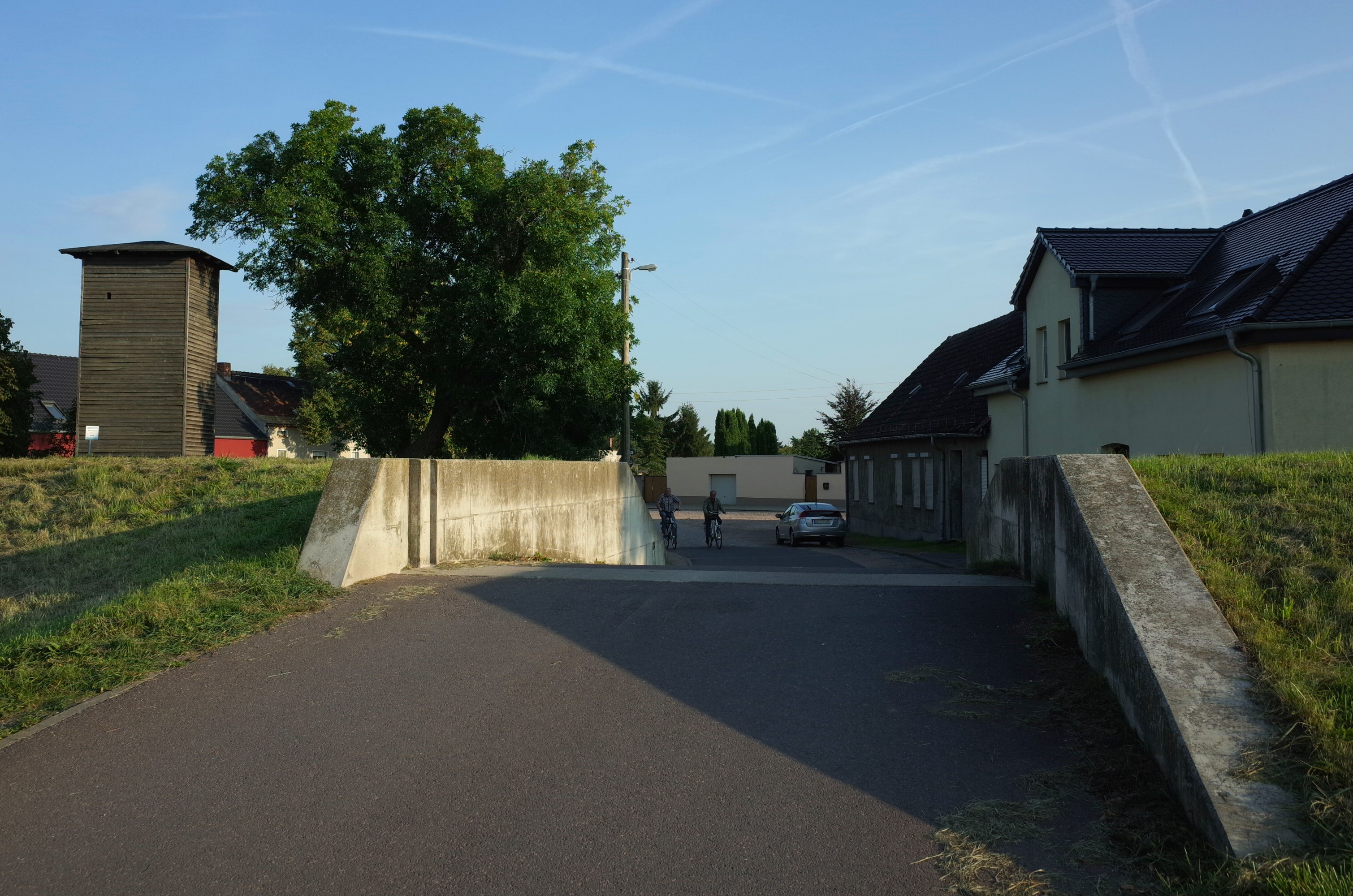
Deichdurchlass
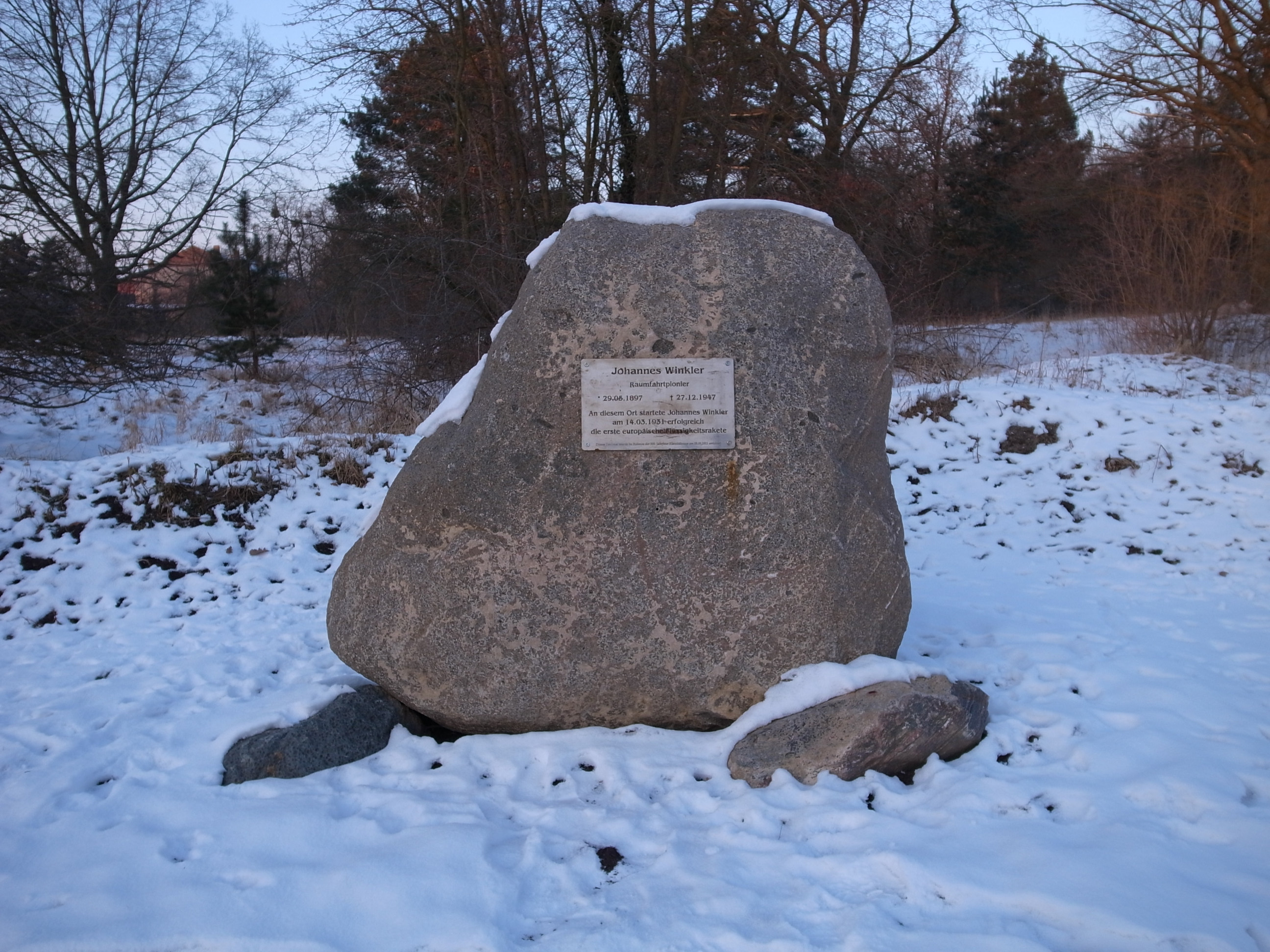
Gedenkstein für Johannes Winkler
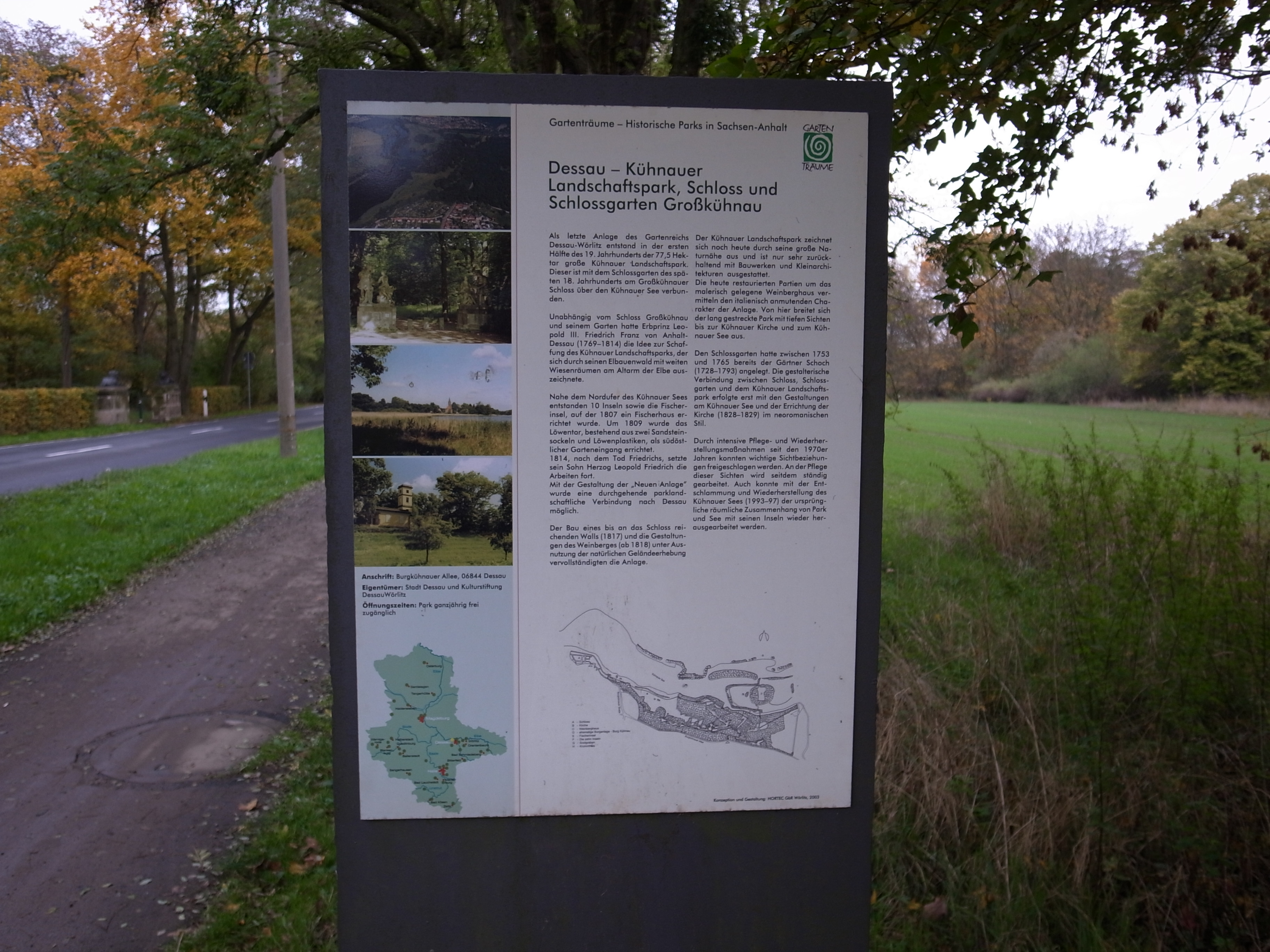
Infotafel zum Landschaftspark
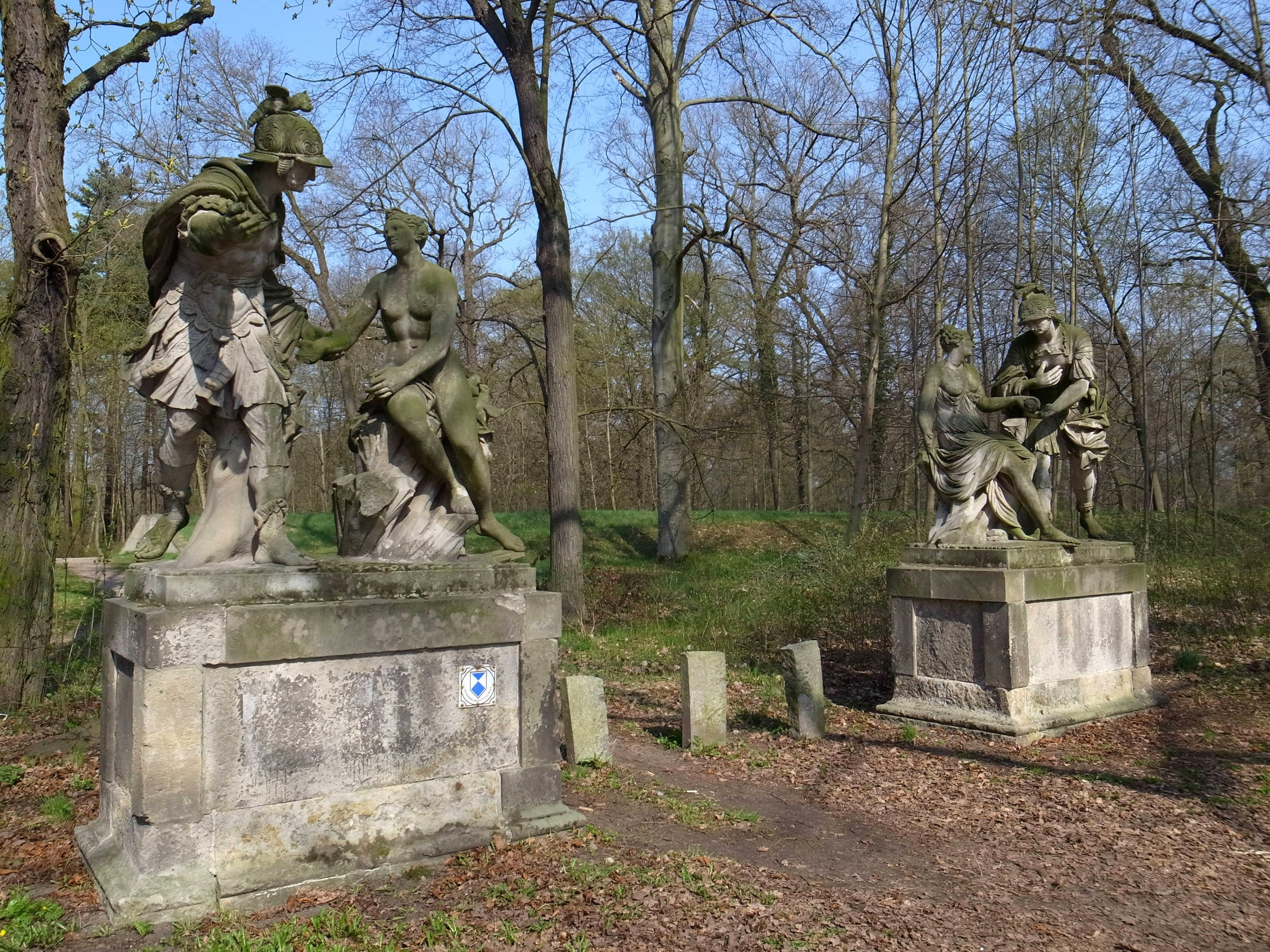
Rittertor
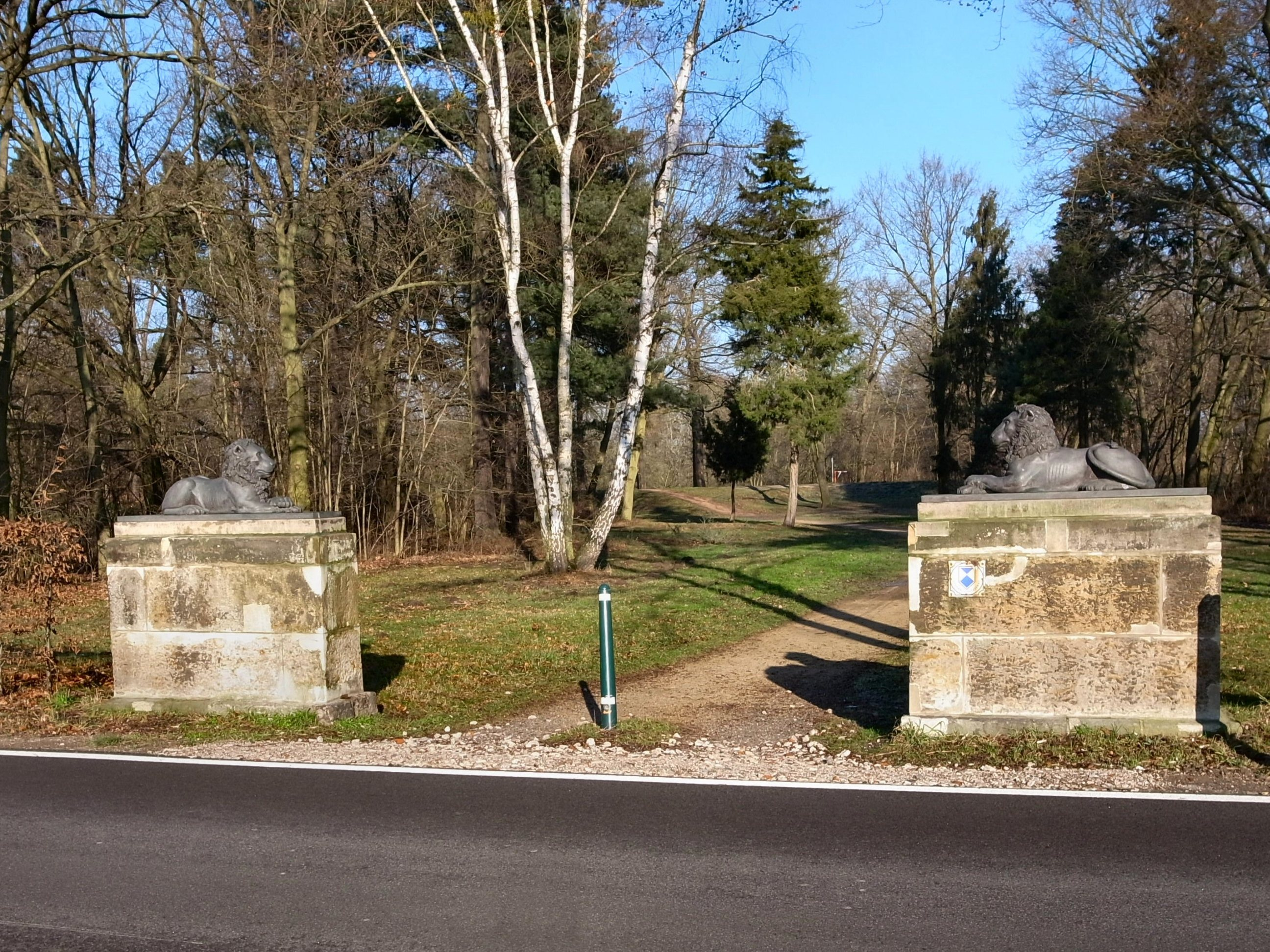
Löwentor
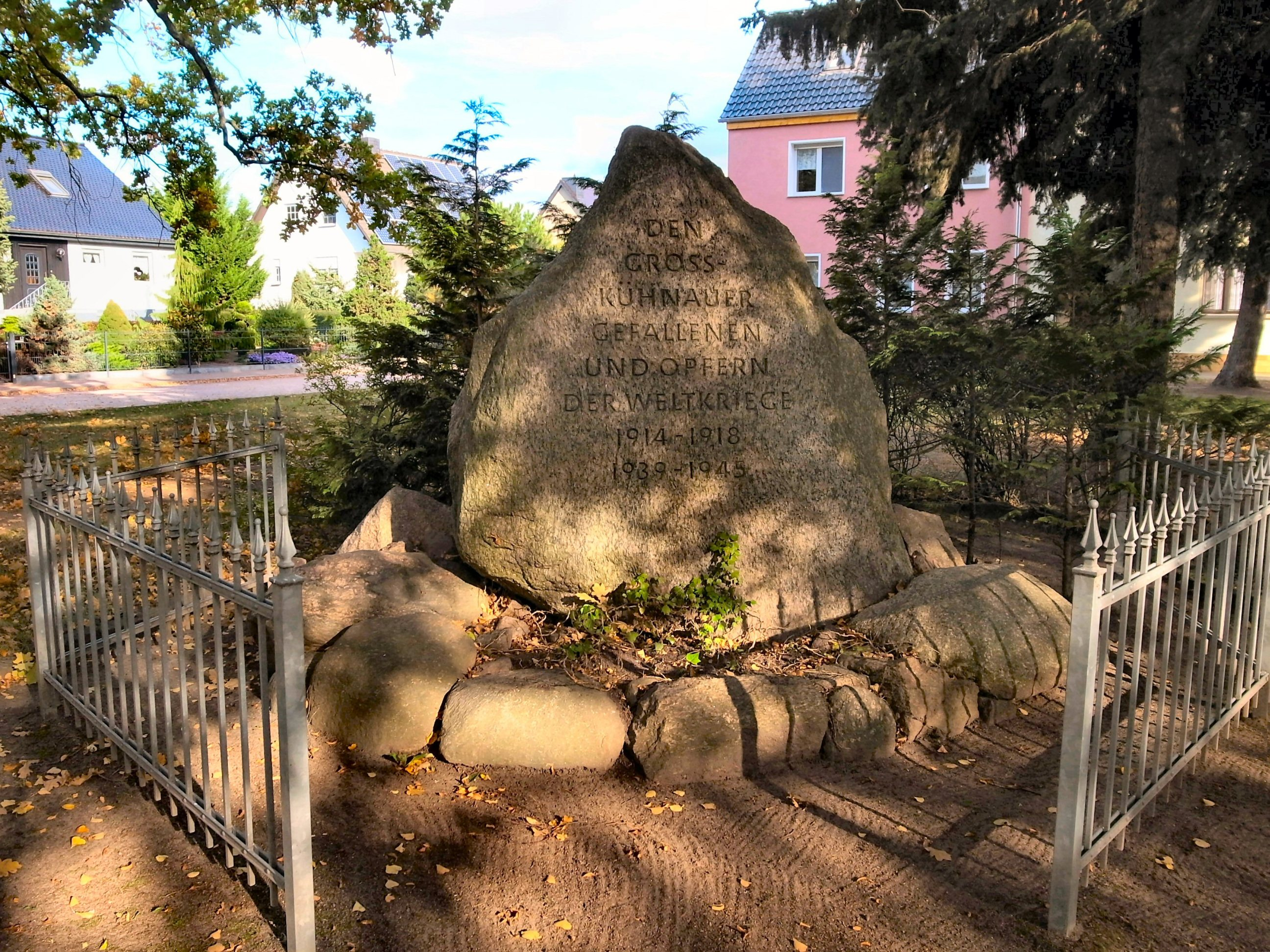
Gedenkstein

- Landschaftspark Großkühnau

- Schloss Großkühnau
- Weinberghaus
- Evangelische Kirche
- Kühnauer See
- Elbe bei Großkühnau
- Deichdurchlass
- Gedenkstein für Johannes Winkler
- Infotafel zum Landschaftspark
- Rittertor
- Löwentor
- Gedenkstein